# 圣劳伦斯 (马耳他)
圣劳伦斯，是马耳他的市镇及村庄，位于戈佐岛西南端。市镇面积为3.6平方公里，2014年人口数量为748人。该地名字源自羅馬的聖老楞佐，其亦为该地的主保聖人。